# روری مکنزی
روری مکنزی (انگلیسی: Rory McKenzie؛ زادهٔ ۷ اکتبر ۱۹۹۳) بازیکن فوتبال اهل بریتانیا است.
از باشگاه‌هایی که در آن بازی کرده است می‌توان به باشگاه فوتبال کیلمارنوک و باشگاه فوتبال برچین سیتی اشاره کرد.
وی همچنین در تیم‌های ملی فوتبال زیر ۱۹ سال اسکاتلند و زیر ۲۱ سال اسکاتلند بازی کرده است.